# Спеціальна загальноосвітня школа-інтернат (Батурин)
Батуринська спеціальна загальноосвітня школа-інтернат І-ІІ ступенів — навчальний заклад І-II ступенів акредитації для дітей з вадами розумового розвитку. Розташована у місті Батурин, Бахмацького району Чернігівської області.

## Історія
Школа була заснована у 1961 році, як допоміжна школа-інтернат, для дітей з вадами розумового розвитку. У закладі виховуються 98 дітей віком від 7 до 18 років, з них 19 дітей-сиріт та позбавлених батьківського піклування і 17 дітей-інвалідів. Навчально-реабілітаційний процес забезпечують 16 вчителів, 20 вихователів, психолог і соціальний педагог. 

## Інфраструктура
У школі розташовано класи, спальні, швейні та столярні майстерні, бібліотека, медпункт, психологічний кабінет, комп'ютерний клас, спортивна та ігрова кімнати. Працює 18 гуртків. При школі є присадибне господарство, на якому з допомогою вихованців вирощуються овочеві та фруктові культури.

## Керівництво
Директор школи — інтернату Ясько Любов Павлівна.